# 谷澤寿一
谷澤 寿一（たにざわ としかず、1955年11月18日 - ）は、日本の実業家。CDCGSクラスター株式会社代表取締役社長【現任】、応用技術株式会社（ジャスダック上場）代表取締役社長、トランスコスモス株式会社取締役副会長。

## 略歴
和歌山県出身。
- 1979年 近畿大学理工学部電子工学科卒業、丸栄計算センター株式会社（大阪市） 入社
- 1988年（東京転勤）
- 1990年 富士フイルムマイクロデバイス入社
- 1997年 トランスコスモス株式会社入社（取締役）
（兼務）電通国際情報サービスとの合弁事業（C3）代表取締役
（兼務）大宇宙信息創造（中国）有限公司 董事長就任
（兼務）中国青島宙慶工業設計有限公司 副董事長就任
（兼務）韓国株式会社シアイシコリア（CICK）会長就任
（兼務）韓国応用技術株式会社 理事就任
- 2004年 トランスコスモス株式会社 取締役副会長就任
（兼務）大宇宙設計開発（大連）有限公司 董事長就任

- 2007年 中国青島科技大学・兼任教授
- 2007年 応用技術株式会社赴任（代表取締役社長）
- 2011年 CDCGSクラスター株式会社（代表取締役社長）
- 2013年 霞エンパワーメント研究所・主任研究員
- 2015年 合同会社アイ・オー・イー 代表社員【現任】
- 2016年 一般財団法人日本国際医療船建造機構【現任】
- https://atmarkit.itmedia.co.jp/news/200512/14/transcosmos.html
- https://cloud.watch.impress.co.jp/epw/cda/topic/2005/12/13/6833.html